# Lagoa de Pedras
Lagoa de Pedras là một đô thị thuộc bang Rio Grande do Norte, Brasil. Đô thị này có diện tích 117,66 km², dân số năm 2007 là 7390 người, mật độ 62,8 người/km².